# پلانکتون: فیلم
پلانکتون: فیلم (به انگلیسی: Plankton: The Movie) یک فیلم پویانمایی موزیکال کمدی آمریکایی محصول ۲۰۲۵ است که بر اساس مجموعه تلویزیونی باب‌اسفنجی شلوارمکعبی ساخته استیون هیلنبرگ ساخته شد. این فیلم توسط دیو نیدهام کارگردانی و توسط کاز، کریس ویسکاردی و مستر لارنس، بر اساس داستانی از لارنس نوشته شده است. لارنس، صداپیشه پلانکتون، در کنار بقیه بازیگران اصلی مجموعه در این فیلم حضور دارد. داستان آن دربارهٔ پلانکتون است که وقتی برنامه‌اش برای تسلط بر جهان ناکام می‌ماند، دنیای او کاملاً تغییر می‌کند.
این فیلم دومین فیلم از مجموعه فیلم‌های اسپین‌آف شخصیت‌های باب‌اسفنجی است که پس از فیلم ۲۰۲۴ منتشر شد.
در مارس ۲۰۲۰، ویاکام‌سی‌بی‌اس اعلام کرد که در حال تولید فیلم‌های اسپین‌آف باب‌اسفنجی برای تلویزیون اینترنتی است. در ژوئن ۲۰۲۴، یک فیلم اسپین‌آف با شخصیت پلانکتون به عنوان شخصیت اصلی اعلام شد و تیم نوآوری آن مشخص شد. ماهویا بریجمن-کوپر سازنده موسیقی است، و برت مک‌کنزی، لیندا پری، مارک مادرزبا و باب مادرزبا آهنگ‌های اصلی را نوشته‌اند.
پیش از انتشار، کل فیلم در اوت ۲۰۲۴ به شکل یک بارگذاری ویدئویی آنلاین لو رفت. پلانکتون: فیلم در ۷ مارس ۲۰۲۵ به‌طور رسمی از نتفلیکس اکران شد و نقدهای عموماً مثبتی از منتقدان دریافت کرد.

## داستان
پلانکتون و کارن بار دیگر بی‌نتیجه تلاش می‌کنند تا فرمول مخفی همبرگر خرچنگی را بدزدند. وقتی پلانکتون به سطل زباله (رستوران) بازمی‌گردد، با تعجب می‌بیند که همسر رایانه‌ای‌اش، کارن، رستوران را به یک غذاخوری موفق با تم مکزیکی و مشتریان فراوان تبدیل کرده است. اما چون تصمیم‌های کارن مطابق با برنامه‌های شرورانهٔ پلانکتون نیست، او رستوران را به آتش می‌کشد. کارن که از نادیده گرفته‌شدن ایده‌هایش خسته شده، تراشهٔ همدلی‌اش را از مدار خود خارج می‌کند، به یک ربات بزرگ‌تر تبدیل می‌شود و سطل زباله را مغناطیسی می‌کند تا دژی شناور بسازد و بدون نیاز به پلانکتون، جهان را تصرف کند.
پلانکتون که نگران شده، از باب‌اسفنجی شلوارمکعبی کمک می‌خواهد. باب‌اسفنجی با دستگاه هیپنوتیزم، سعی می‌کند پلانکتون را با افکار کارن هماهنگ کند. در اینجا مشخص می‌شود که کارن در ابتدا یک ماشین‌حساب متصل به یک سیب‌زمینی در ظرف پتری بوده که پلانکتون در کودکی ساخته بود و بعدتر در دانشگاه ایالت بیکینی او را به بدن فعلی‌اش ارتقا داده بود. آن‌ها با هم یک تفنگ انجماد ساخته بودند تا نقشه‌هایشان برای تسخیر جهان را عملی کنند، اما در اولین تلاششان توسط کودکی انسانی در ساحل ناکام ماندند. همچنین مشخص می‌شود که پلانکتون وقتی از شوخی آقای خرچنگ دربارهٔ اینکه فرمول همبرگر خرچنگی می‌تواند راهی برای تسلط بر جهان باشد، شنید، تصمیم گرفت این فرمول را بدزدد.
پلانکتون و باب‌اسفنجی به دانشگاه می‌روند و قطعات بدنهٔ قدیمی کارن را پیدا می‌کنند. پلانکتون از آن قطعات برای ساخت رباتی جدید استفاده می‌کند تا کارن را نابود کند، اما کارن به‌راحتی آن ربات را در بدن خودش ادغام می‌کند. باب‌اسفنجی که از ناتوانی پلانکتون در پذیرش مسئولیت اعمالش ناراحت است، او را نزد گروه «دخترهای گل» می‌برد: سندی چیکس، پرل کربس و خانم پاف. آن‌ها تراشهٔ همدلی کارن را در مغز پلانکتون نصب می‌کنند. این کار باعث می‌شود پلانکتون به درک تازه‌ای برسد و این پنج نفر برای نفوذ به کشتی هوایی کارن آماده شوند.
کارن نسخه‌های دیگر خود را از مدار خارج می‌کند تا با دخترهای گل بجنگد و پلانکتون راهی می‌شود تا با او آشتی کند. در همین حال، باب‌اسفنجی و پاتریک ستاره به اتاق موتور می‌روند که با سیب‌زمینی کار می‌کند، و با پختن تمام سیب‌زمینی‌ها، سوخت کشتی را از بین می‌برند. کارن تلاش می‌کند پلانکتون را با دادن فرمول همبرگر خرچنگی از خود دور کند، اما پلانکتون به او می‌گوید که خود او فرمول واقعی بوده است. این دو بار دیگر تصمیم می‌گیرند جهان را با هم تسخیر کنند، اما پاتریک تمام سیب‌زمینی‌های باقی‌مانده را خورده و کشتی از هم می‌پاشد و بیکینی باتم به حالت پیشین خود بازمی‌گردد.
مردم قصد حمله به پلانکتون و کارن را دارند، اما باب‌اسفنجی مداخله می‌کند و می‌گوید که «من همیشه عاشق داستان‌های عاشقانه‌ام»، و همه با او موافقت کرده و جشن می‌گیرند.

## صداپیشگان
- مستر لارنس در نقش پلانکتون[۱]
- جیل تالی در نقش کارن<[۱]
- تام کنی در نقش باب‌اسفنجی شلوارمکعبی[۱]
- بیل فاگرباکی در نقش پاتریک ستاره[۱]
- کارولین لارنس در نقش سندی چیکس[۱]
- کلنسی براون در نقش آقای خرچنگ[۱]
- راجر بومپاس در نقش اختاپوس هشت‌پا[۱]

## انتشار
مشابه نجات بیکینی باتم: فیلم سندی چیکس، کل فیلم به صورت ویدئویی در اوت ۲۰۲۴ قبل از اکران به صورت آنلاین لو رفت. پلانکتون: فیلم در ۷ مارس ۲۰۲۵ به‌طور رسمی از نتفلیکس اکران شد.